# Huaynaccapac
Huaynaccapac és una muntanya de la Serralada Carabaya, una serralada secundària dels Andes, al Perú. Amb 5.721 msnm, n'és el segon cim més alt. Es troba a la regió de Puno, al nord-est de l'Allincapac. La primera ascensió va tenir lloc el 1960.